# アドゥワ誠
アドゥワ 誠（アドゥワ まこと、英: Makoto Aduwa、1998年10月2日 - ）は、熊本県熊本市中央区出身のプロ野球選手（投手）。右投右打。広島東洋カープ所属。

## 経歴

### プロ入り前
小学校から熊本中央リトルで野球を始め、熊本市立出水中学校時代は熊本中央リトルに所属。
松山聖陵高等学校では、1・2年の時は全国的には無名だったものの、3年夏の第98回全国高等学校野球選手権大会にエースとして出場した。同大会では準優勝した北海高等学校と初戦で対戦し、サヨナラ負けで敗退した。高校の2学年後輩には土居豪人（現・ロッテ）がいた。
2016年10月20日に行われたドラフト会議で広島東洋カープから5位指名を受け、11月17日に契約金3000万円、年俸480万円で仮契約を結んだ（金額は推定）。

### 広島時代
2018年（2年目）は開幕を一軍で迎え、その後一度も二軍に落ちることなく中継ぎとして活躍した。4月26日の横浜DeNAベイスターズ戦でプロ初ホールドを記録し、19歳6か月でのホールドは球団最年少記録となった。
2019年、4月10日に一軍昇格。4月23日の中日ドラゴンズ戦でプロ初先発を果たした。3度目の先発となった5月12日のDeNA戦で、プロ初完投でシーズン初勝利を挙げた。この試合では自身のバットで適時打も放ち、鈴木誠也、磯村嘉孝とともにヒーローインタビューを受けた。
2020年は二軍では先発で10試合に登板し、5勝3敗、防御率2.19の成績を残したが、9月26日の二軍公式戦登板を最後に実戦から離れる。球速を追い求めた結果、上半身に頼って投球のバランスを崩し、肘に負担がかかって故障し、10月22日には群馬県館林市の病院で右肘関節鏡視下骨軟骨掻破・骨棘切除の手術を受けた。プロ1年目以来の一軍登板無しでシーズンを終えた。
2021年は春季の二軍キャンプにて、ブルペンで立ち投げできるまでに回復。しかし、手術した肘とは別の場所の肉離れを起こし、ほとんど投げることはできずに1年を過ごした。
2022年シーズン開幕前に受けたインタビューでは、肘の状態について6割程度は回復してきていると回答している。3月30日の二軍公式戦で実戦に復帰し、1回を無失点に抑えた。以降、一軍への復帰は果たせなかったものの、二軍公式戦に中継ぎや先発で計20試合に登板し、2勝7敗、防御率4.30の成績を残した。シーズン終了後にはみやざきフェニックス・リーグにも参加した。
2023年はリリーフとして4年ぶりに一軍登板を果たし、14試合に登板。8月29日の巨人戦では4年ぶりの勝利を記録した。
2024年は先発に再挑戦。オープン戦で防御率1.88を記録し、開幕ローテーション入りをつかんだ。開幕3戦目のDeNA戦で5回1失点にまとめる投球を見せ、2019年8月6日のDeNA戦以来の先発勝利投手となった。8月6日には、4回まで無安打の投球を見せ、プロ初の完封勝利を達成。最終的に6勝4敗、防御率3.13を記録し、オフに2200万円増の推定年俸3400万円で契約を更改した。

## 選手としての特徴

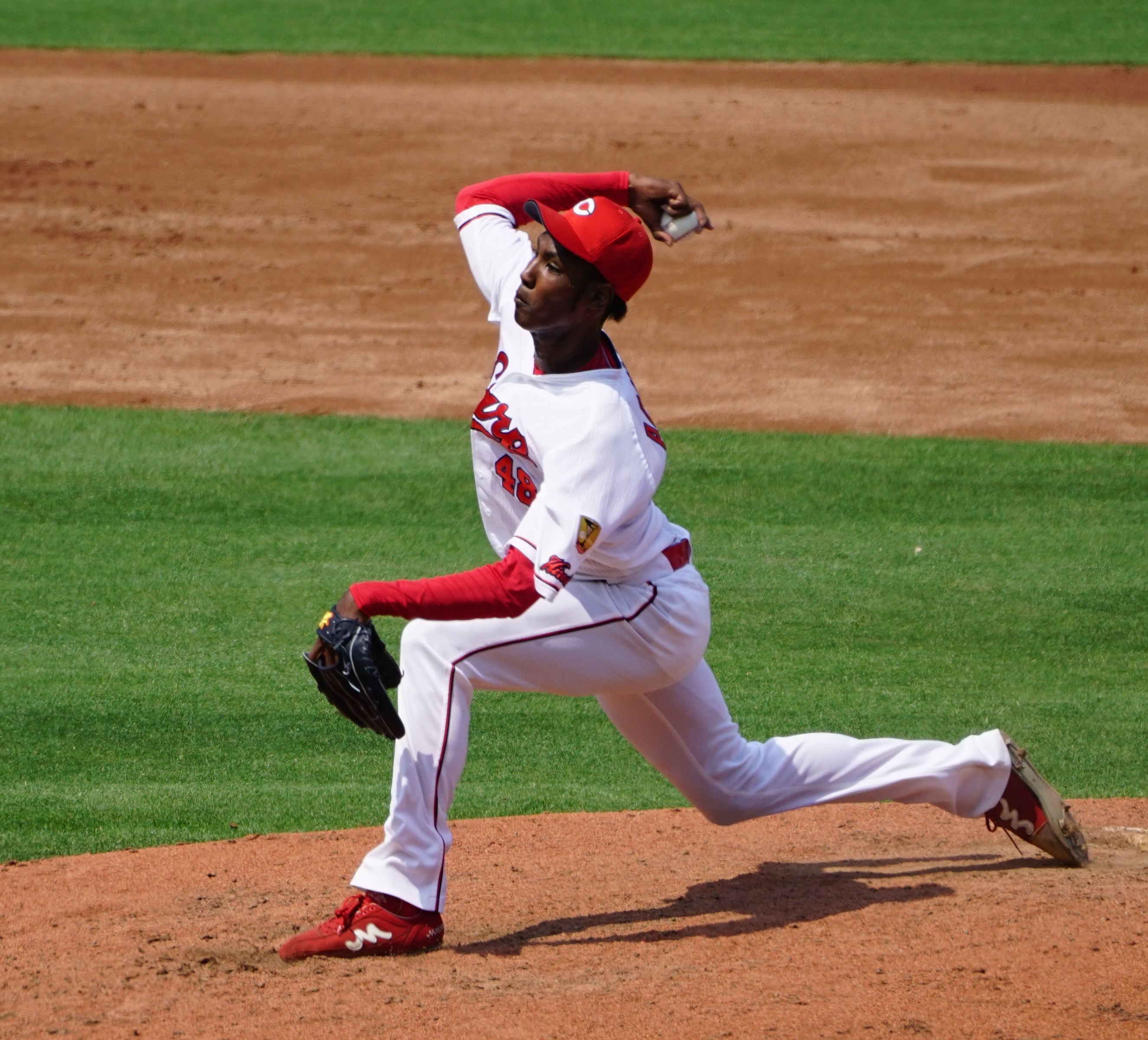
2017年時点のアドゥワの投球フォーム

最速150km/hのナチュラルに動く速球を持ち味とする。変化球はチェンジアップ、カーブ、スライダーを投げる。また、フィールディングを得意とする。かつては長身から投げ下ろす投球フォームだったが、肘の手術後はややスリークォーター気味のフォームとなった。

## 人物
ナイジェリア出身の父と日本人の母を持ち、母は元バレーボール選手でダイエー・オレンジアタッカーズで7年間プレーした酒本純子。
兄のアドゥワ大も投手としてプレーした野球選手で、2021年シーズンはBCリーグ・新潟アルビレックス・ベースボール・クラブに所属していた。

## 詳細情報

### 年度別投手成績
| 年 度     | 球 団     | 登 板 | 先 発 | 完 投 | 完 封 | 無 四 球 | 勝 利 | 敗 戦 | セ 丨 ブ | ホ 丨 ル ド | 勝 率 | 打 者 | 投 球 回 | 被 安 打 | 被 本 塁 打 | 与 四 球 | 敬 遠 | 与 死 球 | 奪 三 振 | 暴 投 | ボ 丨 ク | 失 点 | 自 責 点 | 防 御 率 | W H I P |
| --------- | --------- | ----- | ----- | ----- | ----- | -------- | ----- | ----- | -------- | ----------- | ----- | ----- | -------- | -------- | ----------- | -------- | ----- | -------- | -------- | ----- | -------- | ----- | -------- | -------- | ------- |
| 2018      | 広島      | 53    | 0     | 0     | 0     | 0        | 6     | 2     | 0        | 5           | .750  | 293   | 67.1     | 62       | 4           | 36       | 1     | 2        | 30       | 2     | 0        | 29    | 28       | 3.74     | 1.46    |
| 2019      | 広島      | 19    | 14    | 1     | 0     | 1        | 3     | 5     | 0        | 0           | .375  | 404   | 91.2     | 101      | 14          | 27       | 0     | 4        | 52       | 2     | 0        | 52    | 44       | 4.32     | 1.40    |
| 2023      | 広島      | 14    | 0     | 0     | 0     | 0        | 1     | 0     | 0        | 1           | 1.000 | 67    | 16.2     | 15       | 1           | 2        | 0     | 1        | 13       | 0     | 0        | 6     | 6        | 3.24     | 1.02    |
| 2024      | 広島      | 20    | 18    | 1     | 1     | 0        | 6     | 4     | 0        | 0           | .600  | 452   | 106.1    | 102      | 9           | 29       | 2     | 5        | 61       | 0     | 0        | 43    | 37       | 3.13     | 1.23    |
| 通算：4年 | 通算：4年 | 106   | 32    | 2     | 1     | 1        | 16    | 11    | 0        | 6           | .593  | 1216  | 282.0    | 280      | 28          | 94       | 3     | 12       | 156      | 4     | 0        | 130   | 115      | 3.67     | 1.33    |

- 2024年度シーズン終了時

### 年度別守備成績
| 年 度 | 球 団 | 投手  | 投手  | 投手  | 投手  | 投手  | 投手     |
| 年 度 | 球 団 | 試 合 | 刺 殺 | 補 殺 | 失 策 | 併 殺 | 守 備 率 |
| ----- | ----- | ----- | ----- | ----- | ----- | ----- | -------- |
| 2018  | 広島  | 53    | 6     | 20    | 1     | 0     | .963     |
| 2019  | 広島  | 19    | 6     | 19    | 1     | 0     | .962     |
| 2023  | 広島  | 14    | 2     | 2     | 0     | 0     | 1.000    |
| 2024  | 広島  | 20    | 7     | 16    | 0     | 0     | 1.000    |
| 通算  | 通算  | 106   | 21    | 57    | 2     | 0     | .975     |

- 2024年度シーズン終了時

### 記録
初記録
投手記録
- 初登板：2018年4月4日、対東京ヤクルトスワローズ2回戦（明治神宮野球場）、9回表二死に5番手で救援登板・完了、1/3回を無失点
- 初奪三振：2018年4月11日、対阪神タイガース2回戦（阪神甲子園球場）、8回裏に鳥谷敬から空振り三振
- 初ホールド：2018年4月26日、対横浜DeNAベイスターズ6回戦（横浜スタジアム）、5回裏に2番手で救援登板、2回無失点
- 初勝利：2018年5月30日、対埼玉西武ライオンズ2回戦（MAZDA Zoom-Zoom スタジアム広島）、10回表に6番手で救援登板、完了、1回3失点
- 初先発登板：2019年4月23日、対中日ドラゴンズ4回戦（MAZDA Zoom-Zoom スタジアム広島）、7回2失点
- 初先発勝利・初完投勝利：2019年5月12日、対横浜DeNAベイスターズ9回戦（MAZDA Zoom-Zoom スタジアム広島）、9回1失点
- 初完封勝利：2024年8月6日、対読売ジャイアンツ14回戦（東京ドーム）、9回無失点[29]

打撃記録
- 初打席：2018年7月22日、対読売ジャイアンツ16回戦（MAZDA Zoom-Zoom スタジアム広島）、5回裏無死一塁で今村信貴からスリーバント失敗
- 初安打：2018年8月26日、対中日ドラゴンズ21回戦（MAZDA Zoom-Zoom スタジアム広島）、2回裏二死一塁で藤嶋健人から中前安打[30]
- 初打点 : 2019年5月12日、対横浜DeNAベイスターズ9回戦（MAZDA Zoom-Zoom スタジアム広島）、2回裏に京山将弥から右前適時打

### 登場曲
- 「Junpshot」Dawin（2018年）
- 「海雪」ジェロ（2018年）
- 「広島天国」南一誠（2018年 - ）

### 背番号
- 48（2017年 - ）